# 13070 Seanconnery
Seanconnery (asteróide 13070) é um asteróide da cintura principal, a 1,748714 UA. Possui uma excentricidade de 0,279775 e um período orbital de 1 381,88 dias (3,78 anos).
Seanconnery tem uma velocidade orbital média de 19,1146977 km/s e uma inclinação de 5,6054º.
Este asteróide foi descoberto em 8 de Setembro de 1991 por Eric Elst.